# Sundowning (álbum)
Sundowning es el primer álbum de estudio de la banda británica de metal alternativo Sleep Token, que fue lanzado el 21 de noviembre de 2019 a través de sello discográfica Spinefarm Records. El álbum fue producido por George Lever.

## Antecedentes y lanzamiento
Después de lanzar tres sencillos independientes ("Jaws", una versión de "Hey Ya" de Outkast y "The Way That You Were") en 2018, Sleep Token firmó con el sello Spinefarm Records de Universal Music Group en 2019. Junto con el anuncio del acuerdo en junio, la banda también anunció Sundowning y lanzó la canción de apertura del álbum, "The Night Does Not Belong to God". Cada dos semanas después de esto, la siguiente canción en la lista de canciones del álbum se lanzó en YouTube al atardecer en el Reino Unido. A cada pista se le dio su propio emblema y visualizador adjunto, todo lo cual contribuyó a la tradición del álbum.
El 20 de junio de 2020, siete meses después del lanzamiento inicial del álbum y el día del solsticio de verano, Sleep Token publicó una versión de lujo de Sundowning que contenía cuatro pistas adicionales interpretadas íntegramente en piano denominadas "The Room Below".  Las cuatro pistas eran una nueva versión de la canción de cierre del álbum "Blood Sport" (para la cual también se lanzó un video musical), una nueva canción titulada "Shelter" y versiones de "I Wanna Dance with Somebody (Who Loves Me)" Whitney Houston y "When the Party's Over" de Billie Eilish. El 20 de marzo de 2022, se lanzó el equinoccio de primavera, una versión instrumental del álbum original de 12 pistas.

## Lista de canciones
Todas las canciones escritas y compuestas por Vessel1 y Vessel2, excepto donde se indique.. 
| Edición estándar |                                    |          |  |
| N.º              | Título                             | Duración |  |
| 1.               | «The Night Does Not Belong to God» | 5:03     |  |
| 2.               | «The Offering»                     | 5:49     |  |
| 3.               | «Levitate»                         | 4:58     |  |
| 4.               | «Dark Signs»                       | 4:28     |  |
| 5.               | «Higher»                           | 5:21     |  |
| 6.               | «Take Aim»                         | 3:39     |  |
| 7.               | «Give»                             | 3:56     |  |
| 8.               | «Gods»                             | 3:25     |  |
| 9.               | «Sugar»                            | 4:52     |  |
| 10.              | «Say That You Will»                | 5:03     |  |
| 11.              | «Drag Me Under»                    | 3:56     |  |
| 12.              | «Blood Sport»                      | 4:07     |  |

| Edición de lujo |                                                                                |          |  |
| N.º             | Título                                                                         | Duración |  |
| 13.             | «Blood Sport» (de "The Room Below")                                            | 4:15     |  |
| 14.             | «Shelter» (de "The Room Below")                                                | 3:12     |  |
| 15.             | «When the Party's Over» (cover de Billie Eilish; de "The Room Below")          | 2:26     |  |
| 16.             | «I Wanna Dance with Somebody» (cover de Whitney Houston ; de "The Room Below") | 2:49     |  |

## Personal
Sleep Token
- Vessel  – Voz, Guitarra líder, Guitarra rítmica, teclados y piano
- II – Batería
- George Lever – Bajo y programación